# Электростанция Штайрдурхбрух
Гидроэлектростанция в горном ущелье реки Штайр, Верхняя Австрия, называемая Штайрдурхбрух (с нем. — «Steyrdurchbruch» — пролом реки Штайр), — прекрасно сохранившийся памятник промышленной архитектуры начала XX века, функционирующий и сохраняющий своё экономическое значение до настоящего времени.
Узкое ущелье в среднем течении реки Штайр (бассейн Дуная), сформированное в ледниковый период, самой природой создано для удобного перекрытия течения реки и формирования уступа. Электростанция была построена здесь с апреля 1907 по август 1908 года кирхдорфским цементным заводом Kirchdorfer Hofmann & Co (ныне он развился в международную корпорацию стройматериалов Kirchdorfer Gruppe). Арочно-гравитационная плотина, перекрывшая реку Штайр, создала в узкой долине водохранилище длиной около 1,5 километров. Высота падения воды на лопасти турбин составила 13,5 метров.
На водотоке были установлены две турбины Френсиса, приводящие в действие два гидрогенератора мощностью по 700 киловатт каждый. Для своего времени это была одна из самых производительных электростанций в Австрии, снабжавшая энергией не только цементный завод в Кирхдорфе и близлежащие посёлки, но и трамвайную систему Линца. В 1925 году была добавлена ещё одна турбина Френсиса, а в 1972 году дополнительно установленная турбина Каплана довела общую мощность электростанции до 4000 киловатт. Поскольку река Штайр использовалась для лесосплава, водосливная система электростанции оснащена специальным жёлобом, предусматривающим прохождение на плаву брёвен длиной до 6,5 метров; лоток функционировал до 1949 года.
Машинный зал гидроэлектростанции представляет собой двухэтажное здание с башенкой под четырёхскатной черепичной крышей, спроектированное видным архитектором австрийского модерна Морицем Бальзареком. Фасад здания, выходящий к нижнему бьефу, с большими окнами нижнего этажа симметрично членён пилястрами и завершается сильно выступающим волнобразным карнизом. Ниже плотины через реку Штайр перекинут изящный арочный мост с двумя парами пилонов над промежуточными опорами и резными каменными перилами.
Электростанцию Штайрдурхбрух могут посещать туристы, они увидят здесь подлинный пульт управления и работающие электрогенераторы 1908 года.
В 2008 году компания Energie AG Oberösterreich, эксплуатирующая станцию, получила от земли Верхняя Австрия премию за высокую сохранность памятника архитектуры и техники.